# Mukut
Mukut is een bestuurslaag in het regentschap Banyuasin van de provincie Zuid-Sumatra, Indonesië. Mukut telt 904 inwoners (volkstelling 2010).